# Gewinnchance
Die Gewinnchance (englisch upside risk, odds) ist die mathematisch messbare Wahrscheinlichkeit, ob ein bestimmtes positives Ereignis eintreten wird oder nicht.
Pendant ist die Verlustgefahr.

## Allgemeines
Das positive Ereignis kann ein Gewinn sein etwa beim Glücksspiel oder der Kursgewinn bei Handelsobjekten (beispielsweise Wertpapiere, Commodities), der Sieg beim Sport oder bei einer politischen Wahl. Tritt dieses Ereignis nicht ein, dann verwirklicht sich das Komplementär-Ereignis (Niete, Kursverlust, Niederlage). In der Risikolehre wird manchmal das Risiko als Gewinnchance oder Verlustgefahr (englisch downside risk) definiert, die aus dem Eintritt künftiger Ereignisse resultieren können. Risiken, bei denen der Verlustgefahr eine gleich hohe Gewinnchance entspricht, nennt man spekulative Risiken; fehlt die Gewinnchance gänzlich, handelt es sich um reine Risiken. Versicherungen übernehmen daher nur reine Risiken, wenn ein Schaden eintritt; kommt es zu keinem Schaden, ist dies keine verwirklichte Gewinnchance, weil lediglich der im Voraus geplante Zustand erhalten geblieben ist. Die Verlustgefahr kann einerseits in einem unerwarteten Aufwand oder höheren Kosten und andererseits in geringeren Erträgen oder Erlösen bestehen. Risikotheoretisch kann die Verlustgefahr als potenzielle negative Abweichung eines realisierten Ergebnisses vom erwarteten verstanden werden.
Den Betrachtungen über die Gewinnchancen beim Glücksspiel hat die Wahrscheinlichkeitsrechnung ihre Entstehung zu verdanken; ihr Beginn ist mit Blaise Pascal und Pierre de Fermat untrennbar verbunden.

## Messung
Als Gewinnchance wird mathematisch der Quotient aus erwarteter Wahrscheinlichkeit für das Ereignis {\displaystyle Y=1} und der erwarteten Wahrscheinlichkeit für das entsprechende Komplementär-Ereignis {\displaystyle Y=0} verstanden, wobei {\displaystyle {\text{P(Y=0) = 1 – P(Y=1)}}} gilt:
{\displaystyle {\frac {P_{i}(Y=1)}{1-P_{i}(Y=1)}}}.
Die Gewinnchance hat einen Wert von 1, wenn die Wahrscheinlichkeiten für beide Alternativen gleich groß sind. Liegt der Wert der Gewinnchance über 1, so ist {\displaystyle P(Y=1)>P(Y=0)} und umgekehrt.
Beispiel
Wurf einer Münze: Fällt beim Münzwurf „Kopf“, so sei dies in obiger Formel das Ereignis {\displaystyle Y=1}, „Zahl“ das Komplementär-Ereignis {\displaystyle Y=0}. Tippt jemand auf Kopf oder Zahl als Ergebnis der Wurfes, so liegt die Wahrscheinlichkeit, dass man richtig tippt, bei 50 %, daher hat man auf jeden Fall eine Gewinnchance von 0,5 bzw. 50 %. Wenn nun aber der Einsatz 10 Euro beträgt, der versprochene Gewinn aber nur 19 Euro, weil der Anbieter des Glücksspiels langfristig Gewinn machen möchte, liegt der Erwartungswert bei {\displaystyle 19\cdot 0{,}5=9{,}50} Euro. Man darf als Spieler also einen durchschnittlichen Verlust von 50 Cent pro Spiel annehmen, obwohl man eine Gewinnchance von 50 % hat.

## Wirtschaftliche Aspekte
Eine Entscheidung unter Risiko kann im Hinblick auf die Verteilung von Gewinnchancen und Verlustgefahren wie folgt systematisiert werden:
| Entscheidungssituation               | am Kapitalmarkt                                      | im Unternehmen                                                             |
| ------------------------------------ | ---------------------------------------------------- | -------------------------------------------------------------------------- |
| Sicherer Gewinn, kein Verlustrisiko  | Triple A-Staatsanleihe mit positivem Realzins        | Arbitrage                                                                  |
| Gewinnchance > Verlustgefahr         | Unternehmensanleihen mit Investment Grade            | Investitionsentscheidungen                                                 |
| Gewinnchance = Verlustgefahr         | Nullsummenspiel                                      | Korrektur von Fehlentscheidungen durch Restrukturierung                    |
| Gewinnchance < Verlustgefahr         | Junk Bonds, Schrottimmobilien, Subprime Anleihen     | Auslandsinvestition in ein branchenfremdes Start-up-Unternehmen, Lotterien |
| Sicherer Verlust, keine Gewinnchance | Kapitalanlagebetrug, Totalverlust von Kapitalanlagen | Betrug durch Kunden mit Forderungsverlust, Insolvenzquote = 0 %            |

Die Arbitrage ist völlig risikolos, so dass mit Sicherheit eine Gewinnchance realisiert werden kann (die Wahrscheinlichkeit ist 100 %). Im Gegensatz hierzu treten sichere – und nicht vorhersehbare – Verluste auf, wenn betroffene Wirtschaftssubjekte durch andere betrogen werden. Wird eine Gewinnchance realisiert, erhöhen sich Ertrag oder Gewinn oder es vermindern sich Aufwand oder Verlust.
Die Gewinnerzielungsabsicht ist dem Gewinnmaximierungsprinzip inhärent, temporär auftretende Verluste ändern nichts an der generell vorhandenen Gewinnerzielungsabsicht. Bei längeren Verlustperioden muss steuerrechtlich für das Fehlen einer Gewinnerzielungsabsicht aus weiteren Beweisanzeichen die Feststellung möglich sein, dass der Steuerpflichtige die Tätigkeit nur aus den im Bereich seiner Lebensführung liegenden persönlichen Gründen und Neigungen ausübt. Unternehmer müssen bei gegebenem Risiko auch Gewinnchancen wahrnehmen, weil ansonsten steuerrechtlich bei fehlender Gewinnerzielungsabsicht Liebhaberei unterstellt wird.
Folgt man der weiten Risikodefinition bei spekulativen Risiken, so führen Maßnahmen der Risikobewältigung dazu, dass nicht nur Verlustgefahren ganz oder teilweise entfallen, sondern auch auf Gewinnchancen vollständig (bei Risikovermeidung und Risikoüberwälzung) oder teilweise (bei Risikominderung und Risikodiversifizierung) verzichtet wird.
Die Aufgabe des Wertanalytikers besteht darin, die Gewinnchancen zu erhöhen und nicht den Gewinn.